# 中本パックス
中本パックス株式会社（なかもとパックス、Nakamoto Packs Co.,Ltd.）は、大阪府大阪市に本社を置く印刷業者。

## 概要
1941年に台湾にて高広商会として創業。その後太平洋戦争における日本の敗戦に伴う引き揚げに伴い、1950年10月に株式会社山本洋紙店を大阪市南区にて設立した。しかし、翌1951年に仕入先で商号の元となった山本インキが倒産したのに伴い、株式会社中本洋紙店へ商号変更。以降は再編を繰り返しながら、各種製品のグラビア印刷や各種印刷物のコーティングを手掛けている。また、2000年代以降はM&Aを積極的に行っている。

## 沿革
- 1941年5月 - 高広商会として台湾で創業。
- 1950年10月 - 株式会社山本洋紙店を大阪市南区に設立。
- 1951年10月 - 株式会社山本洋紙店の商号を株式会社中本洋紙店へ変更。
- 1952年1月 - 中本印刷工業株式会社（後の中本紙業株式会社）を設立。
- 1959年
  - 2月 - 中本グラビヤ印刷株式会社を設立。
  - 12月 - 中本紙器工業株式会社（後の中本印刷紙器株式会社）を設立。
- 1963年10月 - 日本化学印刷株式会社（後の中本特殊印刷株式会社）を設立。
- 1972年5月 - 株式会社中本洋紙店の商号を株式会社中本へ変更。
- 1976年3月 - 株式会社大阪中本を設立。
- 1985年9月 - 中本特殊印刷が中本紙業を吸収合併。
- 1988年12月 - 中本印刷紙器の会社分割により、関東中本印刷株式会社（現法人）を設立。
- 1991年12月 - 関東中本印刷の商号を中本パックス株式会社（現法人）へ、中本印刷紙器の商号を中本インターパック株式会社へそれぞれ変更。
- 1993年2月 - 本店を埼玉県川島町へ移転。
- 1995年3月 - 中本パックス株式会社（旧：株式会社大阪中本）が、中本特殊印刷株式会社を吸収合併。
- 1997年12月 - 中本パックス株式会社（旧：中本グラビヤ印刷株式会社）を吸収合併。
- 1998年
  - 3月 - 本店を大阪府八尾市へ移転。
  - 12月 - 中本パックス株式会社（旧：株式会社大阪中本）を吸収合併。
- 1999年3月 - 本店を大阪市天王寺区へ移転。
- 2005年3月 - 株式会社中本を吸収合併。
- 2008年7月 - 有限会社サンタックを子会社化。
- 2009年4月 - 東洋フオンシエール株式会社を子会社化し、同時に商号を株式会社エヌアイパックス（後の中本Fine Pack株式会社）へ変更。
- 2016年3月 - 東京証券取引所2部へ上場。
- 2017年9月 - 東京証券取引所1部へ市場変更。
- 2020年7月 - 三国紙工株式会社を第三者割当増資により子会社化[3][4]。
- 2023年
  - 4月 - 子会社の中本Fine Packが、ニッセー株式会社から食品容器成型事業を譲受[5][6]。リコーとの合弁会社であるRNスマートパッケージング株式会社を設立[7]。
  - 10月 - 東京証券取引所スタンダード市場へ市場変更[8]。
  - 11月 - MICS化学株式会社（後の中本アドバンストフィルム株式会社）を盛田エンタプライズ株式会社を対象とした株式公開買付けにより持分法適用関連会社化[9][10]。
- 2024年2月 - MICS化学株式会社を株式交換により完全子会社化[9]。

## 関連会社
- 株式会社アール
- 株式会社中本印書館
- 株式会社サンタック
- 三国紙工株式会社
- 中本Fine Pack株式会社
- 中本アドバンストフィルム株式会社
- 廊坊中本新型材料科技有限公司
- 中本包装（蘇州）有限公司
- 中本北井（蘇州）商貿有限公司
- 滄州中本華翔新型材料有限公司
- Nakamoto Packs USA,Inc.
- Nakamoto Packs Vietnam Company Limited